# Collegio di Newcastle-under-Lyme
Newcastle-under-Lyme è un collegio elettorale dello Staffordshire, nelle Midlands Occidentali, e rappresentato alla Camera dei comuni del Parlamento del Regno Unito. Elegge un membro del parlamento con il sistema first-past-the-post, ossia maggioritario a turno unico; l'attuale parlamentare è Adam Jogee del Partito Laburista, che rappresenta il collegio dal 2024.

## Estensione

Newcastle-under-Lyme dal 2010 al 2024

Il collegio comprende le parti settentrionali del Borough di Newcastle-under-Lyme, e cioè principalmente la città di Newcastle-under-Lyme con in più Keele e Audley.
Dal 2010 al 2024 il collegio ha contenuto i seguenti ward elettorali:
- Audley and Bignall End, Bradwell, Chesterton, Clayton, Cross Heath, Halmerend, Holditch, Keele, Knutton and Silverdale, May Bank, Porthill, Seabridge, Silverdale and Parksite, Thistleberry, Town, Westlands, e Wolstanton, nel Borough di Newcastle-under-Lyme.[1]

Dal 2024 comprende i seguenti ward del Borough di Newcastle-under-Lyme Audley; Bradwell; Clayton; Crackley and Red Street; Cross Heath; Holditch and Chesterton; Keele; Knutton; Madeley and Betley; May Bank; Silverdale; Thistleberry; Town; Westbury Park & Northwood; Westlands e Wolstanton.
Dal 1983 al 2010 il collegio comprese i seguenti ward del Borough di Newcastle-under-Lyme: Audley and Bignall End, Bradwell, Chesterton, Clayton, Cross Heath, Halmerend, Holditch, Keele, May Bank, Porthill, Seabridge, Silverdale, Thistleberry, Town, Westlands e Wolstanton.

## Membri del parlamento dal 1885
| Elezione | Elezione         | Deputato               | Partito            |
| -------- | ---------------- | ---------------------- | ------------------ |
|          | 1885             | William Shepherd Allen | Liberale           |
|          | 1886             | Douglas Coghill        | Liberale Unionista |
|          | 1892             | William Allen          | Liberale           |
|          | 1900             | Alfred Seale Haslam    | Liberale Unionista |
|          | 1906             | Josiah Wedgwood        | Liberale           |
|          | 1919             | Josiah Wedgwood        | Laburista          |
| 1942 (S) | John Mack        |                        | Laburista          |
| 1951     | Stephen Swingler |                        | Laburista          |
| 1969 (S) | John Golding     |                        | Laburista          |
| 1986 (S) | Llin Golding     |                        | Laburista          |
| 2001     | Paul Farrelly    |                        | Laburista          |
|          | 2019             | Aaron Bell             | Conservatore       |
|          | 2024             | Adam Jogee             | Laburista          |

## Elezioni

### Elezioni negli anni 2020
| Partito                    | Partito                                           | Candidato                  | Risultati 4 luglio 2024 | Risultati 4 luglio 2024 |
| Partito                    | Partito                                           | Candidato                  | Voti                    | %                       |
| -------------------------- | ------------------------------------------------- | -------------------------- | ----------------------- | ----------------------- |
|                            | Laburista                                         | Adam Jogee                 | 15 992                  | 40,37                   |
|                            | Conservatore                                      | Simon Tagg                 | 10 923                  | 27,57                   |
|                            | Reform UK                                         | Neill Walker               | 8 865                   | 22,38                   |
|                            | Lib Dem                                           | Nigel Jones                | 1 987                   | 5,02                    |
|                            | Verdi                                             | Jennifer Hibell            | 1 851                   | 4,67                    |
|                            |                                                   |                            |                         |                         |
| Iscritti                   | Iscritti                                          | Iscritti                   | 67 839                  | 100,00                  |
| ↳ Votanti (% su iscritti)  | ↳ Votanti (% su iscritti)                         | ↳ Votanti (% su iscritti)  | 39 618                  | 58,40                   |
| ↳ Astenuti (% su iscritti) | ↳ Astenuti (% su iscritti)                        | ↳ Astenuti (% su iscritti) | 28 221                  | 41,60                   |
|                            |                                                   |                            |                         |                         |
|                            | Esito: collegio passa da Conservatore a Laburista |                            |                         |                         |

### Elezioni negli anni 2010
| Partito                    | Partito                                           | Candidato                  | Risultati 12 dicembre 2019 | Risultati 12 dicembre 2019 |
| Partito                    | Partito                                           | Candidato                  | Voti                       | %                          |
| -------------------------- | ------------------------------------------------- | -------------------------- | -------------------------- | -------------------------- |
|                            | Conservatore                                      | Aaron Bell                 | 23 485                     | 52,49                      |
|                            | Laburista                                         | Carl Greatbatch            | 16 039                     | 35,85                      |
|                            | Lib Dem                                           | Nigel Jones                | 2 361                      | 5,28                       |
|                            | Brexit                                            | Jason Cooper               | 1 921                      | 4,29                       |
|                            | Verdi                                             | Carl Johnson               | 933                        | 2,09                       |
|                            |                                                   |                            |                            |                            |
| Iscritti                   | Iscritti                                          | Iscritti                   | 68 211                     | 100,00                     |
| ↳ Votanti (% su iscritti)  | ↳ Votanti (% su iscritti)                         | ↳ Votanti (% su iscritti)  | 44 879                     | 65,79                      |
| ↳ Astenuti (% su iscritti) | ↳ Astenuti (% su iscritti)                        | ↳ Astenuti (% su iscritti) | 23 332                     | 34,21                      |
|                            |                                                   |                            |                            |                            |
|                            | Esito: collegio passa da Laburista a Conservatore |                            |                            |                            |

| Partito                    | Partito                                | Candidato                  | Risultati 8 giugno 2017 | Risultati 8 giugno 2017 |
| Partito                    | Partito                                | Candidato                  | Voti                    | %                       |
| -------------------------- | -------------------------------------- | -------------------------- | ----------------------- | ----------------------- |
|                            | Laburista                              | Paul Farrelly              | 21 124                  | 48,18                   |
|                            | Conservatore                           | Owen Meredith              | 21 094                  | 48,11                   |
|                            | Lib Dem                                | Nigel Jones                | 1 624                   | 3,70                    |
|                            |                                        |                            |                         |                         |
| Iscritti                   | Iscritti                               | Iscritti                   | 65 533                  | 100,00                  |
| ↳ Votanti (% su iscritti)  | ↳ Votanti (% su iscritti)              | ↳ Votanti (% su iscritti)  | 43 842                  | 66,90                   |
| ↳ Astenuti (% su iscritti) | ↳ Astenuti (% su iscritti)             | ↳ Astenuti (% su iscritti) | 21 691                  | 33,10                   |
|                            |                                        |                            |                         |                         |
|                            | Esito: collegio confermato a Laburista |                            |                         |                         |

| Partito                    | Partito                                | Candidato                  | Risultati 7 maggio 2015 | Risultati 7 maggio 2015 |
| Partito                    | Partito                                | Candidato                  | Voti                    | %                       |
| -------------------------- | -------------------------------------- | -------------------------- | ----------------------- | ----------------------- |
|                            | Laburista                              | Paul Farrelly              | 16 520                  | 38,42                   |
|                            | Conservatore                           | Tony Cox                   | 15 870                  | 36,91                   |
|                            | UKIP                                   | Phil Wood                  | 7 252                   | 16,87                   |
|                            | Lib Dem                                | Ian Wilkes                 | 1 826                   | 4,25                    |
|                            | Verdi                                  | Sam Gibbons                | 1 246                   | 2,90                    |
|                            | Indipendente                           | David Nixon                | 283                     | 0,66                    |
|                            |                                        |                            |                         |                         |
| Iscritti                   | Iscritti                               | Iscritti                   | 68 685                  | 100,00                  |
| ↳ Votanti (% su iscritti)  | ↳ Votanti (% su iscritti)              | ↳ Votanti (% su iscritti)  | 42 997                  | 62,60                   |
| ↳ Astenuti (% su iscritti) | ↳ Astenuti (% su iscritti)             | ↳ Astenuti (% su iscritti) | 25 688                  | 37,40                   |
|                            |                                        |                            |                         |                         |
|                            | Esito: collegio confermato a Laburista |                            |                         |                         |

| Partito                    | Partito                                | Candidato                  | Risultati 6 maggio 2010 | Risultati 6 maggio 2010 |
| Partito                    | Partito                                | Candidato                  | Voti                    | %                       |
| -------------------------- | -------------------------------------- | -------------------------- | ----------------------- | ----------------------- |
|                            | Laburista                              | Paul Farrelly              | 16 393                  | 37,95                   |
|                            | Conservatore                           | Robert Jenrick             | 14 841                  | 34,36                   |
|                            | Lib Dem                                | Nigel Jones                | 8 466                   | 19,60                   |
|                            | UKIP                                   | David Nixon                | 3 491                   | 8,08                    |
|                            |                                        |                            |                         |                         |
| Iscritti                   | Iscritti                               | Iscritti                   | 69 438                  | 100,00                  |
| ↳ Votanti (% su iscritti)  | ↳ Votanti (% su iscritti)              | ↳ Votanti (% su iscritti)  | 43 191                  | 62,20                   |
| ↳ Astenuti (% su iscritti) | ↳ Astenuti (% su iscritti)             | ↳ Astenuti (% su iscritti) | 26 247                  | 37,80                   |
|                            |                                        |                            |                         |                         |
|                            | Esito: collegio confermato a Laburista |                            |                         |                         |

### Elezioni negli anni 2000
| Partito                    | Partito                                | Candidato                  | Risultati 5 maggio 2005 | Risultati 5 maggio 2005 |
| Partito                    | Partito                                | Candidato                  | Voti                    | %                       |
| -------------------------- | -------------------------------------- | -------------------------- | ----------------------- | ----------------------- |
|                            | Laburista                              | Paul Farrelly              | 18 053                  | 45,37                   |
|                            | Conservatore                           | Jeremy Lefroy              | 9 945                   | 24,99                   |
|                            | Lib Dem                                | Trevor Johnson             | 7 528                   | 18,92                   |
|                            | UKIP                                   | David Nixon                | 1 436                   | 3,61                    |
|                            | BNP                                    | John Dawson                | 1 390                   | 3,49                    |
|                            | Verdi                                  | Andrew Dobson              | 918                     | 2,31                    |
|                            | Veritas                                | Marian Harvey-Lover        | 518                     | 1,30                    |
|                            |                                        |                            |                         |                         |
| Iscritti                   | Iscritti                               | Iscritti                   | 64 590                  | 100,00                  |
| ↳ Votanti (% su iscritti)  | ↳ Votanti (% su iscritti)              | ↳ Votanti (% su iscritti)  | 39 788                  | 61,60                   |
| ↳ Astenuti (% su iscritti) | ↳ Astenuti (% su iscritti)             | ↳ Astenuti (% su iscritti) | 24 802                  | 38,40                   |
|                            |                                        |                            |                         |                         |
|                            | Esito: collegio confermato a Laburista |                            |                         |                         |

| Partito                    | Partito                                | Candidato                  | Risultati 7 giugno 2001 | Risultati 7 giugno 2001 |
| Partito                    | Partito                                | Candidato                  | Voti                    | %                       |
| -------------------------- | -------------------------------------- | -------------------------- | ----------------------- | ----------------------- |
|                            | Laburista                              | Paul Farrelly              | 20 650                  | 53,40                   |
|                            | Conservatore                           | Michael Flynn              | 10 664                  | 27,57                   |
|                            | Lib Dem                                | Jerry Roodhouse            | 5 993                   | 15,50                   |
|                            | Indipendente                           | Robert Fyson               | 773                     | 2,00                    |
|                            | UKIP                                   | Paul Godfrey               | 594                     | 1,54                    |
|                            |                                        |                            |                         |                         |
| Iscritti                   | Iscritti                               | Iscritti                   | 65 772                  | 100,00                  |
| ↳ Votanti (% su iscritti)  | ↳ Votanti (% su iscritti)              | ↳ Votanti (% su iscritti)  | 38 674                  | 58,80                   |
| ↳ Astenuti (% su iscritti) | ↳ Astenuti (% su iscritti)             | ↳ Astenuti (% su iscritti) | 27 098                  | 41,20                   |
|                            |                                        |                            |                         |                         |
|                            | Esito: collegio confermato a Laburista |                            |                         |                         |

## Risultati dei referendum

### Referendum sulla permanenza del Regno Unito nell'Unione europea del 2016
|             | Collegio             | Lasciare UE % | Rimanere in UE % |
| ----------- | -------------------- | ------------- | ---------------- |
|             | Newcastle-under-Lyme | 61,6%         | 38,4%            |
| Inghilterra | 53,3%                | 46,7%         |                  |
| Regno Unito | 51,9%                | 48,1%         |                  |